# 中山嘉太郎
中山 嘉太郎（なかやま よしたろう、1957年 - ）は日本の冒険家。

## 経歴
山梨県一宮町（現笛吹市）出身。金沢大学薬学部卒。同大学院薬学研究科修士修了。薬剤師資格を持つ。
20代からトライアスロンを始め、1992年メキシコでのデカトライアスロン単独完走等を経て、2000年から2001年にかけて、シルクロード9,374kmを完走する。この業績により第6回植村直己冒険賞を受賞。

## 著書
- 『シルクロード9400km走り旅：ランニングシューズをはいた孫悟空』（山と渓谷社,2004年）ISBN 4635280616。